# Ettore Vivani
Ettore Vivani (Santa Margherita di Belice, 20 dicembre 1893 – Villa Col de' Canali, 1º gennaio 1923) è stato un militare italiano, particolarmente distintosi durante il corso della prima guerra mondiale, dove fu decorato di tre Medaglie d'argento e una di bronzo al valor militare.

## Biografia

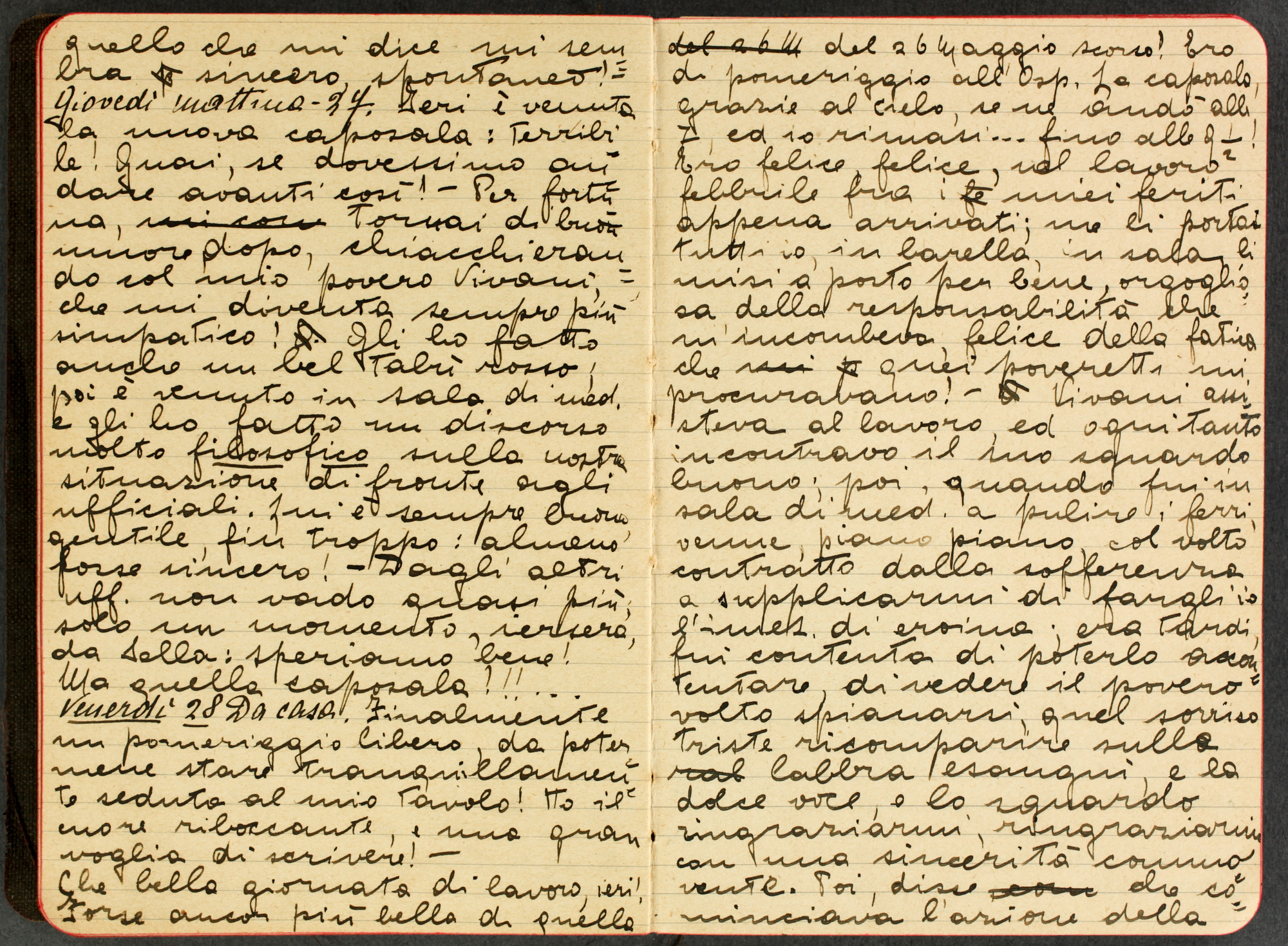
I DIari di Fanny Castiglioni

Nacque a Santa Margherita di Belice, provincia di Agrigento, il 20 dicembre 1893, figlio del maresciallo dei carabinieri Paolo e della maestra elementare Evarista Brunamonti. Arruolatosi nel Regio Esercito, fu assegnato all'arma di fanteria.  All'atto dell'entrata in guerra del Regno d'Italia (1861-1946), avvenuta il 24 maggio 1915, si trovava in forza al 94º Reggimento fanteria della Brigata Messina di stanza a Fano. In forza al suo reggimento si distinse nei duri combattimenti tra il 1915 e il 1916. Fu decorato con una Medaglia di bronzo al valor militare nel marzo 1916, e con la prima Medaglia d'argento al valor militare nel maggio dello stesso anno, ottenuta nella zona di Tolmino. Durante un attacco avversario contro le nostre linee ad est di Vertojba, brillantemente respinto, fu insignito della seconda Medaglia d'argento al valor militare. In quel periodo coadiuvò validamente il comandante di reggimento, colonnello Lorenzo Ferraro (2 dicembre 1915-15 giugno 1917), che lo definì il mio occhio destro. Considerato inabile al servizio attivo dopo aver ricevuto una ferita al braccio sinistro a Santa Maria di Tolmino, in seguito all'esito negativo della battaglia di Caporetto riprese servizio arruolandosi nel X Reparto arditi. Tale reparto venne assegnato al X Corpo d'armata della 1ª Armata. Il 30 marzo 1918, durante un violentissimo combattimento avvenuto a Case Castellani, in Val Posina, rimase gravemente ferito, quando una pallottola gli trapassò un polmone e gli lese la spina dorsale. Insignito di una terza Medaglia d'argento al valor militare, trascorse un intero anno come degente negli ospedali militari di Milano. Negli Ospedali militari di Milano venne curato e citato nelle memorie dalla crocerossina Fanny Castiglioni. Incapace di camminare senza l'ausilio delle stampelle, considerato grande invalido di guerra, tornò ad abitare con i suoi genitori, stabilendosi a Villa Col de' Canali, una frazione del comune di Costacciaro, in provincia di Perugia, dove, dopo aver partecipato alla Marcia su Roma, si spense il 1º gennaio 1923. Gli furono tributati solenni funerali di stato, alla presenza delle autorità militari, delle sezioni combattenti al completo, della sezione ex-combattenti di Villa, delle scolaresche dei comuni di Costacciaro e Scheggia, e delle rappresentanze dei reduci di guerra di tutti i paesi e cittadine limitrofi. Villa Col de' Canali ha voluto onorarlo intitolandogli la via principale del paese.

### Fonti
1. 1 2  Cime e Trincee.
2. 1 2 3 4 5 6 7 8  Montecucco.
3. 1 2 3 4  Il Serrasanta.
4. ↑  All'epoca il Reparto d'assalto era numerato XXIV. Diventò X dal 20/5/1918.

R. Roseano - G. Stacconeddu "Arditi Decorati e Caduti 1917-1920" ISBN 1530523028
5. ↑   Ministero della guerra, Dispensa 4a, in Bollettino Ufficiale delle nomine, promozioni e destinazioni negli ufficiali del R. Esercito Italiano e nel personale dell'amministrazione militare - 1917, Roma, Voghera Enrico, 1917,  p. 178. URL consultato il 13 aprile 2020. Ospitato su Google Libri.
6. ↑  Bollettino Ufficiale, anno 1917, dispensa 47, p. 4184.
7. ↑  Bollettino Ufficiale 1918, dispensa 63, p. 5106.
8. ↑  Bollettino Ufficiale anno 1916, dispensa 96, p. 5745.